# Landis Arnold
Landis Stevens Arnold (* 6. August 1960 in Boulder, Colorado) ist ein ehemaliger US-amerikanischer Skispringer.
Arnold sprang am 13. Februar 1981 sein erstes Springen im Skisprung-Weltcup. Beim Skifliegen in Ironwood wurde er dabei 14. und gewann damit seine ersten Weltcup-Punkte. Durch diese belegte er am Ende der Saison den 78. Platz in der Weltcup-Gesamtwertung. Anschließend legte Arnold für zwei Jahre eine internationale Wettkampfpause ein und startete erst zur Saison 1983/84 wieder im Weltcup. Bereits in den ersten Springen der Saison konnte er dabei in seiner Wahlheimat Lake Placid Weltcup-Punkte gewinnen. Am Ende der Saison stand er auf dem 59. Platz der Weltcup-Gesamtwertung.
Bei den Olympischen Winterspielen 1984 in Sarajevo sprang Arnold auf den 28. Platz auf der Normalschanze.
Nach den Winterspielen trat Arnold noch einmal bei der Vierschanzentournee 1984/85 an, blieb dabei jedoch erfolglos und beendete nach der Tournee seine aktive Skisprungkarriere.